# Mazzin
Mazzin (ladí Mazin) és un municipi italià, dins de la província autònoma de província de Trento. És un dels municipis del vall de Fassa (Ladínia). L'any 2007 tenia 485 habitants. Limita amb els municipis de Canazei, Campitello di Fassa, Tiers i Pozza di Fassa.

## Administració
| Període | Identitat          | Partit        |
| ------- | ------------------ | ------------- |
| 2004-   | Fausto Castelnuovo | Llista cívica |